# 粗唇副緋鯉

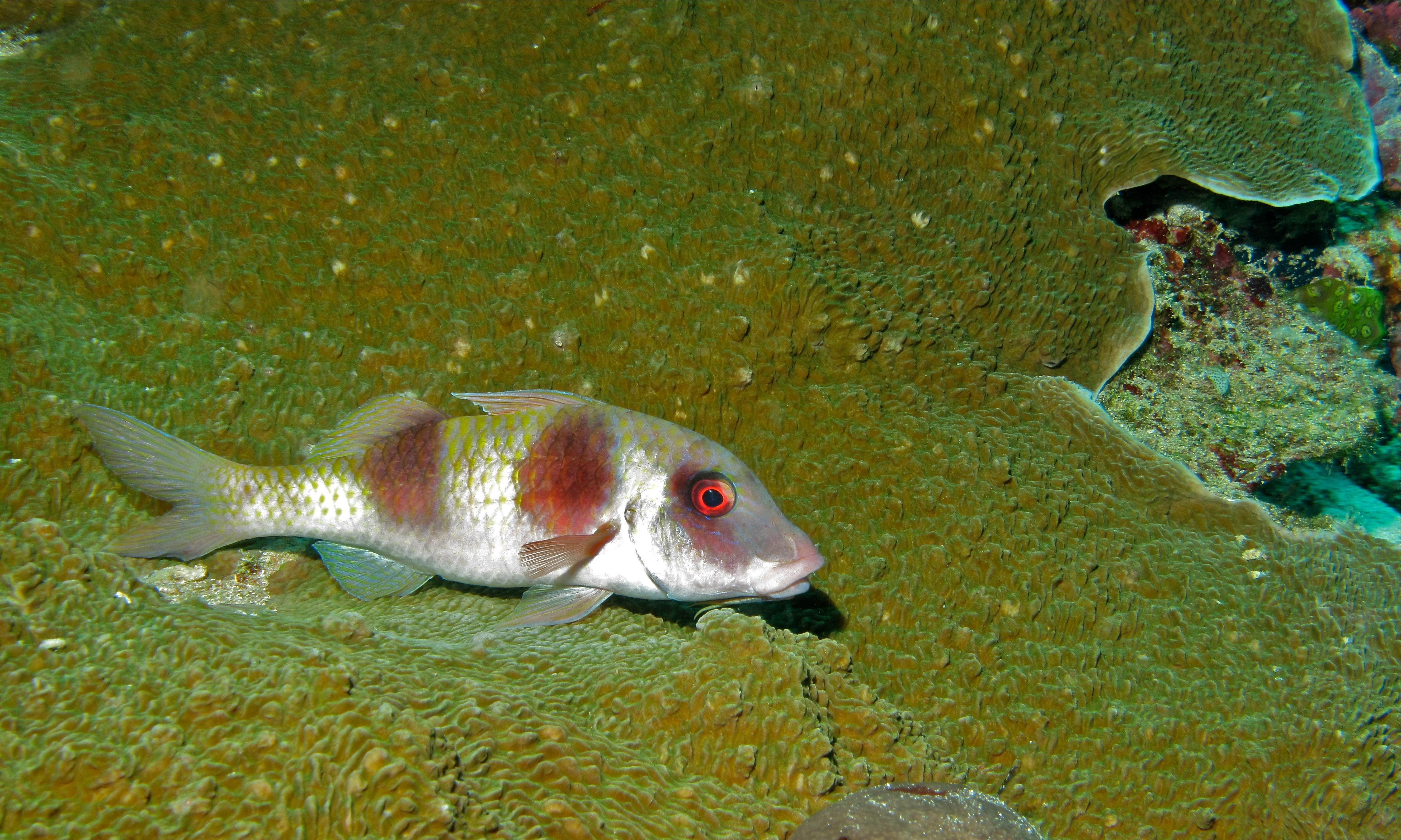
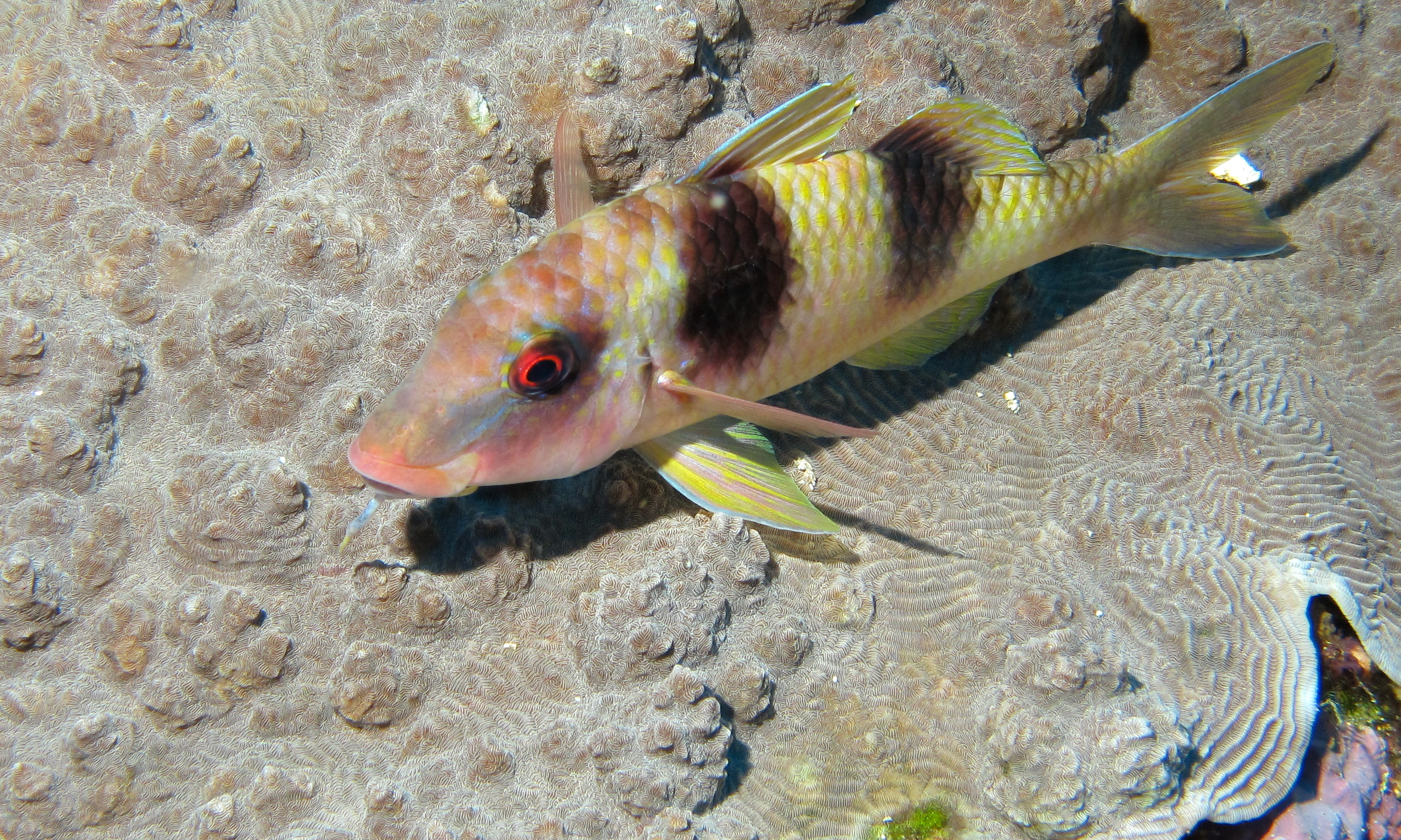
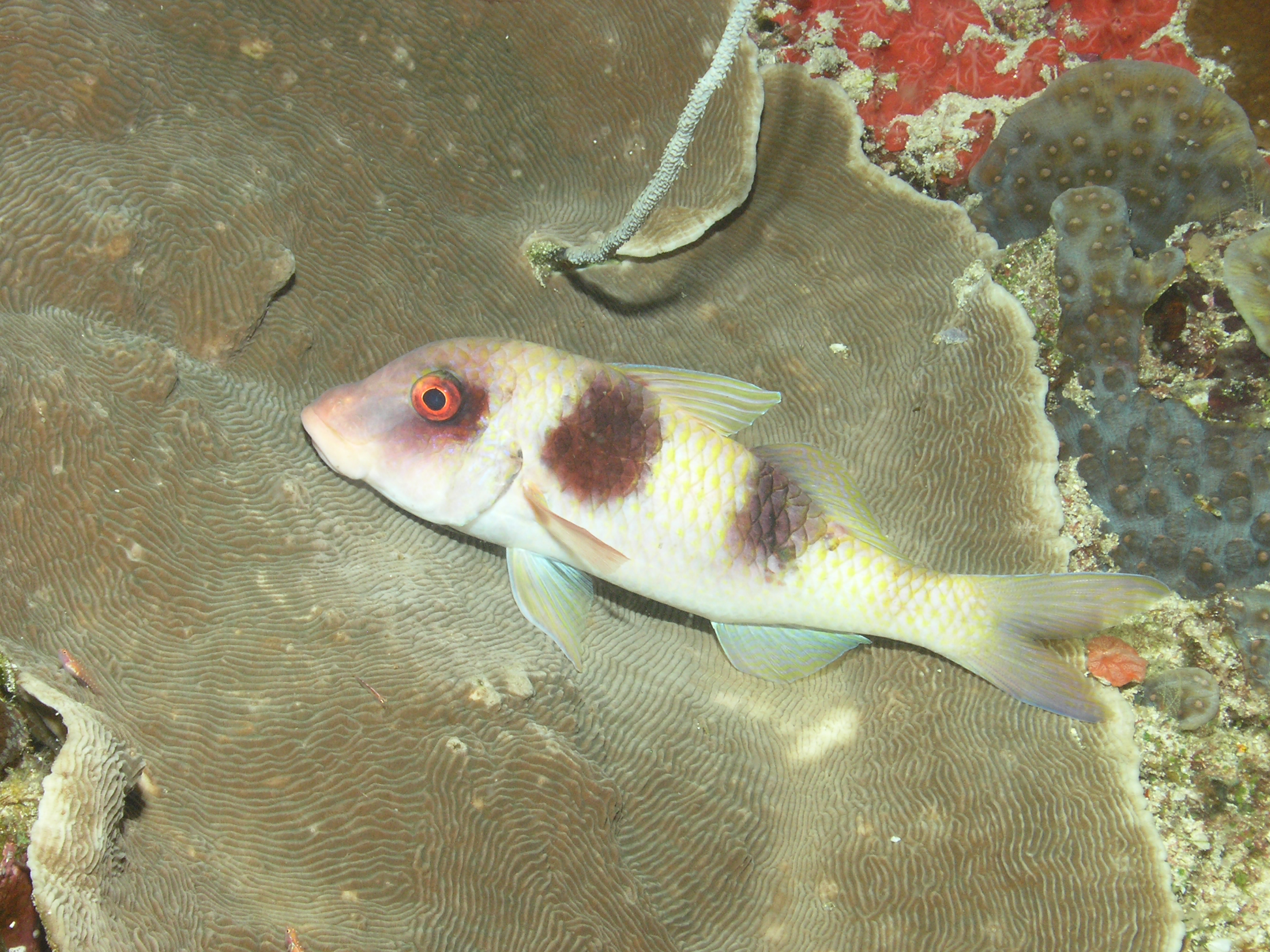
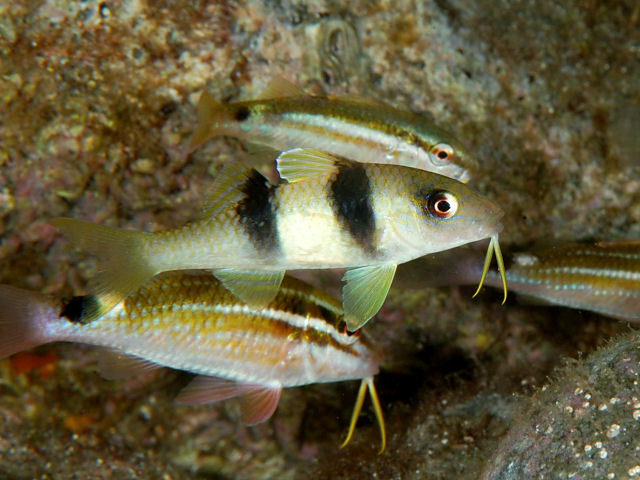
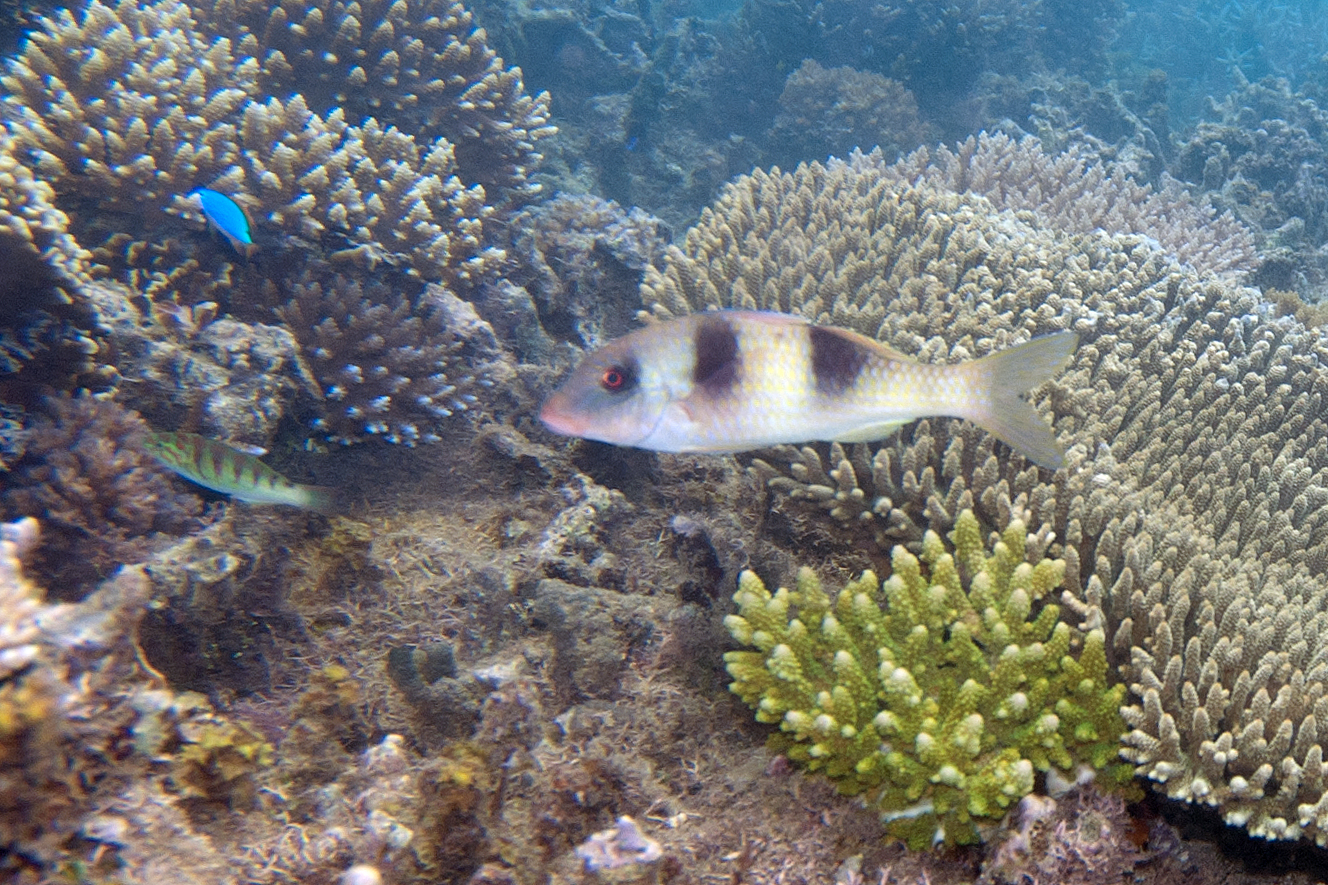
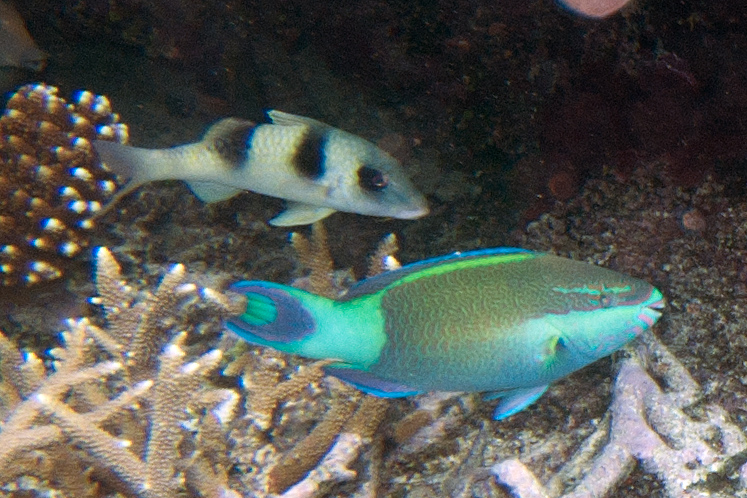

粗唇副緋鯉（学名：Parupeneus crassilabris）為輻鰭魚綱鱸形目鱸亞目鬚鯛科的其中一種，分布於印度西太平洋區，包括日本、台灣、菲律賓、越南、馬來西亞、印尼、澳洲、斐濟、帛琉、密克羅尼西亞、萬那杜、東加、索羅門群島、紐埃等海域，體長可達35公分，生活在沿海珊瑚礁、岩礁區，屬肉食性，可做為食用魚。相似中文名為（Parupeneus biaculeatus）。